# Химкинские новости
«Химкинские новости» — еженедельная общественно-политическая газета города Химки Московской области.
В газете публикуются городские и районные новости, информационные статьи, рекламные материалы и объявления, ТВ-программа на неделю.
Газета распространяется в Химках, Новые и Старые Химки, Левый берег, Шереметьево, Сходня, Фирсановка, Подрезково, Новоподрезково, Планерная, Новогорск, Старбеево, Клязьма, Новокуркино.

## История
Первый выпуск газеты вышел в апреле 1994 года, учредителем была Администрация Химкинского района.
Газета была организована для опубликования правовых актов, обсуждения проектов правовых актов по вопросам местного значения, доведения до сведения жителей городского округа Химки официальной информации о социально-экономическом и культурном развитии района и иной информации.
В 2005 году в результате реорганизаций газета преобразована в Государственное автономное учреждение Московской области «Химкинское информационное агентство МО».
В 2012 году выпуск одного из номеров газеты был приостановлен по распоряжению администрации города в связи со спорными вопросами межевания Химкинского леса.
Газета много лет проводит хоккейный турнир среди любительских команд на призы газеты «Химкинские новости» в учебно-тренировочном центре «Новогорск»

## Настоящее время
Тираж газеты — 20000 экземпляров.
Издание формата А-3 на 24 и 32 цветных полосах выходит один раз в неделю по четвергам.
Учредителем газеты являются Администрация городского округа Химки и государственное автономное учреждение Московской области «Химкинское информационное агентство Московской области».
Финансирование деятельности информагентства осуществляется по линии Главного управления по информационной политике Московской области (госзаказ), за счет муниципального заказа Администрации городского округа и рекламной составляющей.
«Химкинские новости» сотрудничают с городскими предприятиями и учреждениями, службами администрации, предпринимателями, молодёжными творческими коллективами.
Главным редактором газеты является Поздняков Юрий Вячеславович. Предшественницей Позднякова являлась главный редактор газеты «Химкинские новости» и директор ГАУ МО «Химкинское информационное агентство МО» Ольга Бойко.